# Красный Холм (Зубцовский район)
Красный Холм — деревня в Зубцовском районе Тверской области России, входит в состав Княжьегорского сельского поселения.

## География
Деревня расположена в 5 км на северо-запад от центра поселения села Княжьи Горы (Тверская область) и в 39 км на восток от районного центра Зубцова.

## История
В XIV—XV веках было городом Холм — столицей удельного Холмского княжества (части Великого Княжество Тверского), с 1398 года имевшего своих удельных князей.
В 1830 году в селе была построена каменная Христорождественская церковь с 2 престолами, метрические книги с 1812 года.
В конце XIX — начале XX века село являлось центром Краснохолмской волости Зубцовского уезда Тверской губернии.
С 1929 года деревня являлась центром Красно-Холмский сельсовета Погорельского района Ржевского округа Западной области, с 1935 года — в составе Калининской области, с 1960 года — в составе Княжьегорского сельсовета Зубцовского района, с 1994 года — в составе Княжьегорского сельского округа, с 2005 года — в составе Княжьегорского сельского поселения.

## Население
| 1859 | 1897 | 2002 | 2010 |
| ---- | ---- | ---- | ---- |
| 481  | ↗576 | ↘39  | ↘23  |

## Известные люди
Уроженец деревни — Герой Советского Союза Алексей Иванович Андрешов.